# Zuid-Soedanees pond
Het Zuid-Soedanese pond is de munteenheid van Zuid-Soedan. Het Zuid-Soedanese pond werd in circulatie gebracht op 18 juli 2011; bij de invoering kon het Soedanese pond een op een ingewisseld worden tegen het Zuid-Soedanese pond.
Bankbiljetten zijn er van 5, 10 en 25 piaster en van 1, 5, 10, 25, 50 en 100 pond.
De munten werden in 2015 geslagen door de South African Mint.
Op alle bankbiljetten staat een afbeelding van de overleden president John Garang.

## Actuele wisselkoers
F.E. Rates, SSP